# Félix Orte
Félix Lorenzo Orte (Catriló, La Pampa, Argentina; 2 de junio de 1956-Buenos Aires, Argentina; 19 de noviembre de 1989) fue un futbolista argentino conocido afectuosamente como «El Pampa». Jugó de delantero en los clubes Banfield, Rosario Central, Loma Negra, Racing y El Porvenir.

## Biografía

### Sus primeros años
Nacido el 2 de junio de 1956 en Catriló, un pueblo ubicado a 85 kilómetros de Santa Rosa, La Pampa. Su familia se mudó a la zona sur del gran Buenos Aires a los pocos años. Mientras trabajaba en una panadería, fue a probarse en Banfield, Temperley, Racing e Independiente. Finalmente quedó en el primero.

### Banfield (1976-1977)

Félix Orte en 1979.

Llegó a Banfield, y tras un fugaz paso por la cuarta y la tercera, debutó en la primera de Banfield en el viejo campeonato Metropolitano de 1976, enfrentando a Colón. En aquel entonces, el equipo era dirigido técnicamente por Héctor D'Angelo. Recordaba el debut con las siguientes palabras: «Me temblaron las piernas, tenía un miedo bárbaro».
Con el correr del tiempo se fue transformando en una de la piezas fundamentales del equipo, integrando aquel recordado y mencionado Taladro del año 1976 dirigido por Adolfo Pedernera. En lo que sería una gran campaña, Banfield llegó hasta los cuartos de final del campeonato Nacional, cayendo ante el Boca Juniors del «Toto» Juan Carlos Lorenzo.

### Rosario Central
En 1978 fue transferido a Rosario Central, en donde fue campeón en el Nacional de 1980, siendo una de las figuras principales de aquel equipo de Ángel Tulio Zof.
Con Rosario Central jugó una Copa Libertadores de América, en la que metió 3 goles en 5 partidos jugados.

### Loma Negra
Luego de la eliminación de su equipo de la Libertadores, en agosto de 1981, se fue a Olavarría para incorporarse al proyecto futbolístico de Loma Negra. El club se reforzó con jugadores de calidad y fue sensación en los campeonatos nacionales de 1981 y 1983.

### Racing Club
Jugó en Racing Club de Avellaneda con el cual logró ascender a Primera División.

### Banfield (1986-1988)
Finalmente, en 1986 regresó al club de sus amores, y al cual más se lo identificó a lo largo de su carrera: El Club Atlético Banfield. Al equipo lo dirigía Ángel Cappa, y su regreso con la verdiblanca fue en la 2.ª fecha del apertura de Primera B 1986, frente a Tigre (0-2) y fue reemplazado por Horacio García en el complemento. Su primer gol tras el regreso al club lo convirtió en la fecha 8 del mencionado torneo a Estudiantes de Buenos Aires, en el Florencio Sola; esa tarde, «El Pampa» ingresó en el ST por Marcelo Benítez y convirtió el gol de la victoria (2 a 1).
A mediados de 1986, Banfield hizo uso de la opción y le pagó a Racing Club 10 000 australes por su pase. En esa temporada 1986/1987 que culminó con el ascenso, hizo goles de todos los gustos: Es recordada aquella tarde en la que Banfield caía en su estadio contra Guaraní por 2 a 0 y faltando 10 minutos, lo dio vuelta con tres goles del «Pampa» Orte. También hizo triplete en Victoria en la goleada por 5 a 0 a Tigre. Convirtió goles decisivos (el de la victoria 2 a 1 a Huracán), y anotó por doblete en la goleadas a Unión de San Juan (10 a 2) y los andes (7 a 1); pero sin dudas que el gol más recordado de esa temporada fue el que le convirtió a Independiente por la liguilla pre-libertadores en la cancha de Huracán, para darle al Taladro un triunfo resonante por 1 a 0 (centro de Hernández y «El Pampa» con un tiro bajo supera a Islas).
Logró el ascenso a Primera División, en aquella recordada final ante Belgrano. A esta altura, ya no utilizaba la casaca n.º 7 ni jugaba de wing pegado a la raya, sino que lucía la casaca n.º 9, y jugaba más al medio haciendo pesar toda su experiencia.
En el campeonato de Primera División de 1987/88 convirtió un gol memorable, la noche que el Taladro derrotó a Boca en el Florencio Sola por 3 a 1: Tomó el balón en campo de Banfield, corrió varios metros iniciando un contragolpe mortal, enfrentó a Gatti fuera del área, le tiró la pelota por un costado y la fue a buscar por el otro, y se encaminó derecho hacia el arco desguarnecido para definir con un toque corto. Golazo para el recuerdo.
En la temporada siguiente en el torneo Nacional B 1988/89, en la fecha 18.ª asumió su doble rol de jugador y Director Técnico (0 a 0 ante Huracán). Luego en el receso se lo confirmó a Félix Orte como director Técnico, acompañado por el DT de las inferiores Porcel. En la fecha 32.ª dejó sus funciones de entrenador a Juan Carlos Zerrillo. Su último partido con la verdiblanca fue en la fecha 37.ª, cuando ingresó en el complemento en el empate 0 a 0 ante Deportivo Maipú.

### El Porvenir
Finalmente pasó a El Porvenir a mediados de 1989, y falleció tres meses después, el 19 de noviembre, cuando fue asesinado en la puerta de su domicilio.

## Selección nacional
Disputó un único partido de carácter no oficial con la selección de fútbol de Argentina, el 9 de mayo de 1979 ante un combinado de jugadores de la Liga Cordobesa de Fútbol.

## Asesinato
Félix Orte fue asesinado de un disparo en el rostro en la madrugada del 19 de noviembre de 1989, luego de volver de un cumpleaños de 15 con su mujer y su hija. Mientras ella se quedó amamantando a su hijo en la habitación, salió a la vereda de su domicilio con el objetivo de matar babosas. Lo fusilaron en la puerta de su casa en Lomas de Zamora. En la causa hubo muchos móviles y pistas falsas pero ninguna prueba concreta y fehaciente del hecho. Se descartó que hubiera sido un asalto ya que tenía la cadenita con la cruz y sus anillos de oro. Detuvieron a una persona llamada Héctor Miguel Quintana, solamente porque se parecía al identikit del supuesto asesino que hizo su mujer, ya que alcanzó a ver en el momento de oír el disparo a un sujeto que caminaba hacia un auto color terracota estacionado en la esquina. A un metro del cordón de la vereda, se halló el cuerpo inmóvil de Orte de cara al piso. La bala le había entrado por el pómulo izquierdo y quedó alojada en la nuca. La investigación determinó que fue un crimen por encargo, que el homicida gatilló una sola vez y que, a juzgar por los raspones en sus rodillas, Orte murió de pie.

## Clubes
| Club                          | País      | Año       |
| ----------------------------- | --------- | --------- |
| Club Atlético Banfield        | Argentina | 1976-1977 |
| Club Atlético Rosario Central | Argentina | 1978-1981 |
| Loma Negra de Olavarría       | Argentina | 1981-1982 |
| Racing Club                   | Argentina | 1983-1985 |
| Club Atlético Banfield        | Argentina | 1986-1988 |
| Club El Porvenir              | Argentina | 1988-1989 |

### Campeonatos nacionales
| Título           | Club            | País      | Año  |
| ---------------- | --------------- | --------- | ---- |
| Primera División | Rosario Central | Argentina | 1980 |
| Nacional B       | Banfield        | Argentina | 1987 |